# Марк-Олівер Редель
Марк-Олівер Редель (нім. Mark-Oliver Rödel; 22 грудня 1965, Балінген) — німецький герпетолог (дослідник амфібій і рептилій).

## Біографія
З 1987 по 1993 роки Редель вивчав біологію в Тюбінгенському університеті зі спеціалізацією в зоології, ботаніки, паразитології та палеонтології. У 1994 році він закінчив кафедру спеціальної зоології в Тюбінгенському університеті, захистивши дисертацію на тему «Стратегія нересту та ройову поведінку мікроквакш Phrynomantis(Peters, 1875) (Anura: Microhylidae: Phrynomerinae) у національному парку Комое, Кот-д'Івуар» . У 1998 році він захистив докторську дисертацію «Cпільноти пуголовків з ефемерних вод саван у Західній Африці» на кафедрі екології тварин і тропічної біології Вюрцбурзького університету. повторно звичайно доктор філософії. З 2000 по 2005 рік він був керівником проєкту в Інституті зоології, відділ екології Університету Йоганна Гутенберга в Майнці. З 2005 по 2006 рік він був науковим співробітником на кафедрі екології тварин і тропічної біології Вюрцбурзького університету. У 2006 році він отримав свою першу кваліфікацію з роботою Tropical Amphibian Communities: Taxonomy, Structure and Functionality along Habitat and Disturbance Gradients. Після професорської посади на кафедрі екології тварин і тропічної біології Вюрцбурзького університету з 2006 по вересень 2007 року він знову хабілітувався в 2008 році в Університеті Гумбольдта в Берліні.
З 2007 року він є куратором герпетологічного відділу Музею природної історії в Берліні.
Наукові інтереси Ределя зосереджені на галузі систематики та дослідження біорізноманіття з акцентом на філогенії та таксономії, фауністиці та біогеографії та екології популяцій. Редель і його дослідницька група в основному вивчають африканських амфібій і рептилій, особливо із Західної та Центральної Африки, а також з інших регіонів світу (Європа, Центральна та Південна Америка, Мадагаскар, Південно-Східна Азія).
Редель описав чотири види рептилій, у тому числі два з Вільямом Роєм Бранчем, і кілька видів жаб.

## Деякі описані таксони
- Acanthixalus sonjae Rödel, Kosuch, Veith & Ernst, 2003
- Amietophrynus taiensis (Rödel & Ernst, 2000)
- Arthroleptis krokosua Ernst, Agyei & Rödel, 2008
- Arthroleptis langeri Rödel, Doumbia, Johnson & Hillers, 2009
- Arthroleptis perreti Blackburn, Gonwouo, Ernst & Rödel, 2009
- Atheris hirsuta Ernst & Rödel, 2002
- Cardioglossa occidentalis Blackburn, Kosuch, Schmitz, Burger, Wagner, Gonwouo, Hillers & Rödel, 2008
- Cordylus meculae Branch, Rödel & Marais, 2005
- Hylarana fonensis (Rödel & Bangoura, 2004)
- Hyperolius nienokouensis Rödel, 1998
- Kassina schioetzi Rödel, Grafe, Rudolf & Ernst, 2002
- Leptodactylodon stevarti Rödel & Pauwels, 2003
- Leptopelis crystallinoron Lötters, Rödel & Burger, 2005
- Leptopelis spiritusnoctis Rödel, 2007
- Morerella cyanophthalma Rödel, Kosuch, Grafe, Boistel, Assemian, Kouamé, Tohé, Gourène, Perret, Henle, Tafforeau, Pollet & Veith, 2009
- Morerella Rödel, Kosuch, Grafe, Boistel, Assemian, Kouamé, Tohé, Gourène, Perret, Henle, Tafforeau, Pollet & Veith, 2009
- Myriopholis albiventer (Hallermann & Rödel, 1995)
- Petropedetes euskircheni Barej, Rödel, Gonwouo, Pauwels, Böhme & Schmitz, 2010
- Petropedetes juliawurstnerae Barej, Rödel, Gonwouo, Pauwels, Böhme & Schmitz, 2010
- Petropedetes vulpiae Barej, Rödel, Gonwouo, Pauwels, Böhme & Schmitz, 2010
- Phrynobatrachus intermedius Rödel, Boateng, Penner & Hillers, 2009
- Phrynobatrachus phyllophilus Rödel & Ernst, 2002
- Phrynobatrachus pintoi Hillers, Zimkus & Rödel, 2008
- Werneria iboundji Rödel, Schmitz, Pauwels & Böhme, 2004
- Werneria submontana Rödel, Schmitz, Pauwels & Böhme, 2004

## Веб-посилання
- Interview mit Mark-Oliver Rödel
- Profil für Mark-Oliver Rödel beim Museum für Naturkunde Berlin (mit Lebenslauf)